# بیسترا (کرواسی)
بیسترا (به لاتین: Bistra) یک منطقهٔ مسکونی در کرواسی است که در شهرستان زاگرب واقع شده‌است. بیسترا ۵۲٫۷۴ کیلومتر مربع مساحت و ۶٬۶۳۲ نفر جمعیت دارد.

## خواهرخوانده
شهر آرنارا خواهرخواندهٔ بیسترا (کرواسی) هست.